# L-4Sロケット
L-4Sロケット（ラムダ-4エスロケット）は東京大学宇宙航空研究所（以下、東大）が日産自動車宇宙航空事業部（以下、日産）と共に開発し、日産が製造、東大が運用した日本初の人工衛星打ち上げ用固体燃料ロケット。1966年から1970年にかけて5度打ち上げられ（他1回は試験機）、5度目にして日本初の人工衛星「おおすみ」の打上げに成功した。これによって日本はソ連、アメリカ、フランスに続き、世界で4番目に自国の能力により人工衛星を打ち上げた国となった。

## 概要
L-4Sロケットはラムダロケットの一種で、ミューロケットの衛星軌道投入技術を開発するためのテストベッドとして計画された。
計4段の全段固体推進剤ロケットで、1段目にL753、2段目にL753の長さを短くしたものを、3段目にL500、4段目にL480Sを用いた。さらに2号機以降は1段目に2基の補助ブースターが取り付けられている。
今では考えられないが、L-4Sロケットは誘導制御装置が付いていない、世界初の無誘導衛星打ち上げロケットである。しかし、単に真っ直ぐロケットを打ち上げても軌道には乗らない。何らかの方法で機体を制御し、地表に対し水平に向きを変えなくては、衛星を軌道に投入できないのである。これは決して開発能力が無かったわけではなく、誘導装置はミサイル開発に繋がる軍事技術へ転用可能という指摘が野党の日本社会党等から上がり、開発着手時期が大幅に遅れたためである。この代替策として、第1段と第2段は尾翼による空力的効果で、第2段と第3段はスピンモーターにより機体をスピンさせて安定を保ち、第3段燃焼終了・分離後、慣性により放物線軌道を飛翔中に、第3段はレトロモーターで飛翔経路を後落させ、第4段はデスピンモータでスピンを停止、姿勢制御装置で第4段を水平姿勢に制御、その後、リスピンモーターでスピンを再び掛けて、放物線の頂点で第4段の燃焼を開始するという、非常に手の込んだ打ち上げ方式の「無誘導重力ターン方式」（重力ターン方式#無誘導重力ターン）で軌道に投げ込む方法を取ることとなった。
「無誘導重力ターン方式」での「手の込んだ」一例を上げると、デスピンモーターがある。一旦点火をすると燃焼を中断できない固体ロケットによって、ロケット本体のスピンを停めるため、デスピンモーターはスピン方向と反スピン方向の両方にノズルを持っている。デスピンモーターは、燃焼直後には反スピン方向のノズルのみに燃焼経路を開きスピン停止の為の噴射を行うが、スピン停止を検知するとスピン方向のノズルにも燃焼経路を開き、相対推力を0にする。この技術は、後の宇宙研衛星打ち上げロケットに採用されるロール制御モーター「SMRC」に結実する。
打ち上げ時の重量9.4tと、理論上可能なだけでなく実際に人工衛星を打ち上げたロケットとしては、2018年1月に至るまで、歴史上最も小型軽量であった。
この大きさを下回る衛星打ち上げロケットの計画はいくつか知られていたが、日本ではSS-520ロケットによる軌道投入計画の具体化が進んでいた。2017年1月の打ち上げには失敗したものの、2018年2月3日に再挑戦。SS-520ロケット5号機が、重さ約3kgの超小型衛星TRICOM-1Rこと「たすき」を軌道に乗せ、実際に人工衛星を打ち上げた史上最小のロケットとしてギネス世界記録に認定された。

## 打上げ記録
打上げは全て鹿児島宇宙空間観測所から行われた。ここでは試験機のL-4Tの打ち上げも併せて記す。
| 名称     | 打上げ日時 （GMT）   | 成否 | 積荷           | 重量（kg） | 衛星の軌道 近-遠地点 軌道傾斜角  | 結果 |
| -------- | -------------------- | ---- | -------------- | ---------- | -------------------------------- | --- |
| 1号機    | 1966年9月26日 02:58  | 失敗 | おおすみ同型機 | 26         |                                  | 第3段目の燃焼中に軌道がずれ、デスピンモーターが作動しなくなったことから、姿勢制御ができなくなり軌道投入に失敗 |
| 2号機    | 1966年12月20日 02:20 | 失敗 | おおすみ同型機 | 26         |                                  | 第4段の不点火により、軌道投入に失敗 |
| 3号機    | 1967年4月13日        | 失敗 | おおすみ同型機 | 25         |                                  | 第3段の不点火により、軌道投入に失敗 |
| L-4T     | 1969年9月3日         | -    | なし           |            |                                  | 人工衛星を搭載しておらず、これまでの不具合を改良した結果を確認する目的で、第4段の推進薬の量を減らして打上げが行われた 3段目が残留推力によって第4段目に追突し、姿勢の乱れは調整できたが、第4段の点火時間が大きく狂うという不具合が発生 |
| 4号機    | 1969年9月22日 02:10  | 失敗 | おおすみ同型機 | 26         |                                  | 3段が切り離し後に4段目と接触し、4段目の姿勢システムが故障 |
| 5号機    | 1970年2月11日 04:25  | 成功 | おおすみ       | 12         | 近337 km 遠5,151 km 傾斜角31.0度 | 日本初の衛星の軌道投入成功 |
| 引用資料 |                      |      |                |            |                                  | |